# Jaroslav Přibil
Jaroslav Přibil (25. dubna 1909 – ???) byl český a československý politik Komunistické strany Československa a poúnorový poslanec Národního shromáždění ČSR.

## Biografie
Ve volbách roku 1954 byl zvolen za KSČ do Národního shromáždění ve volebním obvodu Karlovy Vary. V parlamentu setrval až do konce funkčního období, tedy do voleb roku 1960.K roku 1954 se profesně uvádí jako předseda JZD Stará Chodovská.